# 氾勝之
氾 勝之（はん しょうし、生没年不詳）は、前漢の官僚・文人。済陰郡定陶県氾水に生まれた。

## 略歴
元々姓は凡氏だったが、秦での戦乱を避け氾水へ移ったことにより氾氏へ改名した。
前漢の成帝の治世時に議郎を務め、長安の関中付近での農業指導に当たった。その後、御史へ昇格。
黄河流域の農業を丹念に研究し、区田法や溲種法・穂選法や嫁接法などを考案、中国で最初の農書である『氾勝之書』を著した。